# Capnia rara
Capnia rara är en bäcksländeart som beskrevs av Zapekina-dulkeit 1970. Capnia rara ingår i släktet Capnia och familjen småbäcksländor. Inga underarter finns listade i Catalogue of Life.